# Gle Cut
Gle Cut is een bestuurslaag in het regentschap Pidie van de provincie Atjeh, Indonesië. Gle Cut telt 316 inwoners (volkstelling 2010).